# Ration B

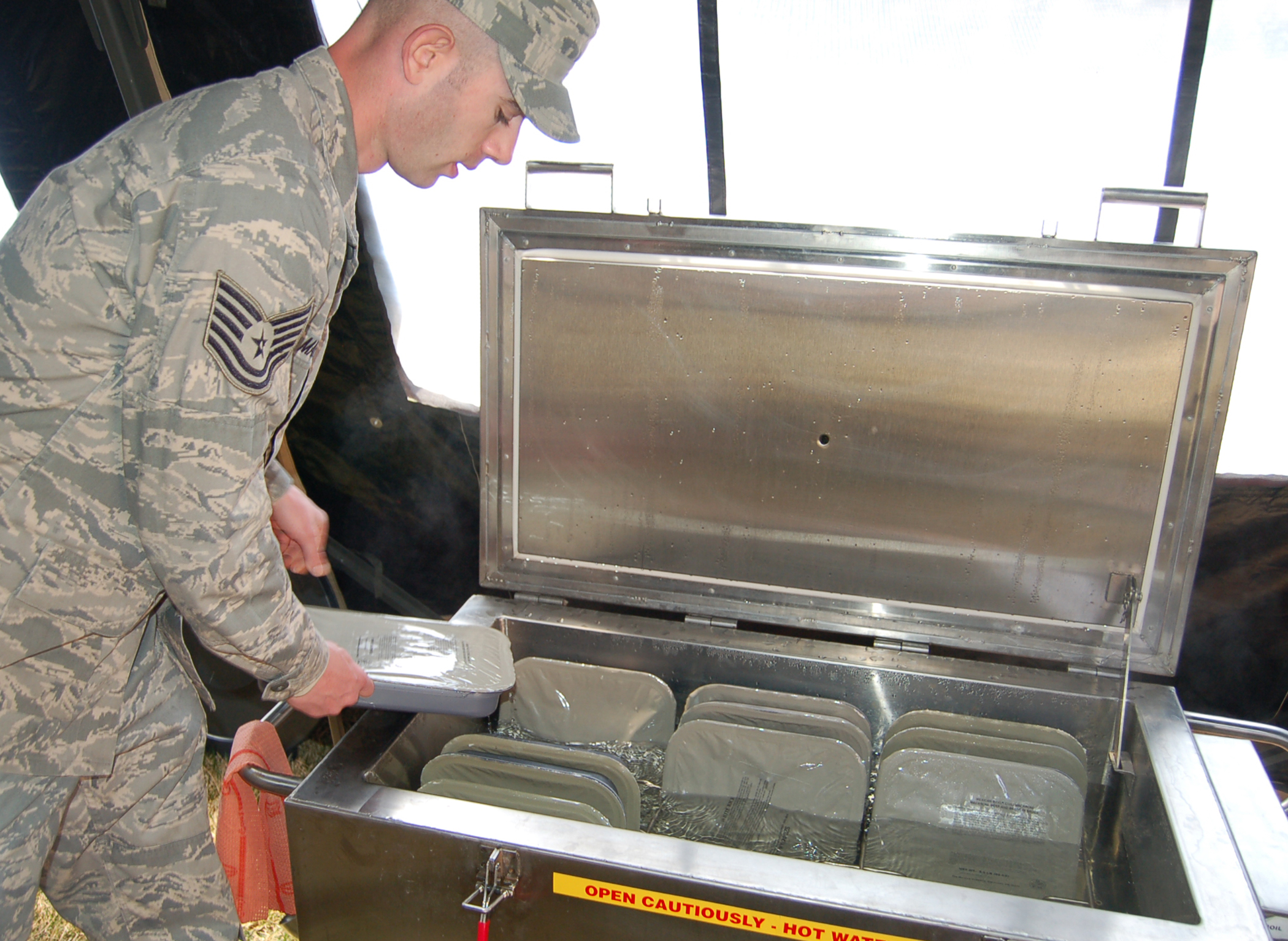
Rations de l'armée américaine

La ration B (ou ration de type B) est un terme utilisé dans les forces armées des États-Unis pour désigner un repas fourni aux troupes qui a été préparé en utilisant des ingrédients en conserve. La ration B peut être préparée dans des cuisines de campagne et servie sur le champ de bataille ou dans les garnisons ne disposant pas d'installation de réfrigération ou de congélation.
Les rations B diffèrent des rations A en ce sens qu'elles n'utilisent pas d'ingrédients frais, congelés ou réfrigérés. Ces repas se distinguent des rations de campagne (comme les « repas prêt-à-manger » - Meal, Ready-to-Eat (en)) car ils sont habituellement préparés dans des cuisines de campagne au lieu d'être distribués ou au niveau de l'unité ou individuellement pour une consommation immédiate.
De nos jours[Quand ?], les rations B peuvent comprendre la ration B destinée à un groupe (Unitized Group Ration B ou UGR-B), un kit repas hybride destiné à alimenter un groupe pour un repas. L'UGR-B se présente sous plusieurs formes. Elle comprend un plateau pouvant être chauffé avant d'être servi. Le chauffage peut se faire par immersion dans l'eau chaude quand une cuisine de campagne n'est pas disponible ou avec un module autochauffant jetable.